# Cinq mélodies pour violon et piano (Prokofiev)
Pour les articles homonymes, voir mélodie (homonymie).

Cinq mélodies pour violon et piano opus 35 bis est un cycle de pièces instrumentales de Sergueï Prokofiev. Composées à l'origine pour la cantatrice Nina Kochitz en 1920 en Californie, Prokofiev les transcrivit pour violon et piano en 1925 avec les conseils du violoniste Paul Kochanski.

## Analyse de l'œuvre
1. Andante
2. Lento ma non troppo
3. Animato ma non allegro
4. Allegretto leggiero e scherzando
5. Andante non troppo